# Simulation Theory
Simulation Theory ist das achte Studioalbum der englischen Rockband Muse. Es wurde am 9. November 2018 vom Major-Label Warner Bros. Records und Helium-3 veröffentlicht. Muse produzierte das Album zusammen mit den Musikproduzenten Rich Costey, Mike Elizondo, Shellback und Timbaland. Im Gegensatz zum Vorgängeralbum ist Simulation Theory weniger düster und von Science-Fiction und Popkultur der 1980er Jahre beeinflusst, kennzeichnend sind der intensive Einsatz von Synthesizern. Die Liedtexte sind weitgehend vom vergifteten politischen Klima und den „nervtötenden und miesen Nachrichten“ in den Vereinigten Staaten beeinflusst.
Anstatt das Album in einem Stück zu produzieren, fokussierten sich Muse auf die Erstellung der einzelnen Stücke nacheinander. Die Aufnahmen starteten Anfang 2017 in den AIR Studios in London mit Mike Elizondo, bis Muse am 20. Mai 2017 in Nordamerika auf Tournee ging. Später im Jahr 2017 produzierte Muse dann in Los Angeles mit Costey weiter, der zuvor bereits die Studioalben Absolution (2003) und Black Holes and Revelations (2006) für Muse produziert hatte.
Das Albumcover stammt vom Illustrator Kyle Lambert, der zuvor am Artwork für die Filmserie Stranger Things arbeitete. Die Musikvideos sind eine Hommage an die Popkultur der 1980er Jahre und Spielfilme wie Zurück in die Zukunft (1985), Teenwolf (1985) und dem Musikvideo zum Song Thriller (1983) von Michael Jackson. Vor dem Album wurden bereits die Singles Dig Down, Thought Contagion, Something Human, The Dark Side und Pressure veröffentlicht und auf der Festivaltour 2018 durch Nordamerika gespielt. Das Album wurde sowohl in einer Standardedition als auch in zwei Sonderausgaben mit zusätzlichen alternativen Versionen publiziert. Von Februar bis Oktober 2019 wurde eine weltweite Tournee durchgeführt, darunter auch zwei Konzerte in Köln und Berlin. Das Album erhielt gemischte Kritiken. Die Tour wurde mit einem Kinofilm dokumentiert, der im August 2020 veröffentlicht wurde.

## Hintergrund
Nach Abschluss der Drones World Tour im August 2016 äußerte die Band und Tourdirektor Glen Rowe die Absicht, eine neue, ambitioniertere Tournee zu entwickeln, jedoch mit anderer musikalischen Ausrichtung. Sänger und Gitarrist Matt Bellamy erwog die Möglichkeit, mit Einflüssen aus dem Hip-Hop zu experimentieren oder einen reduzierteren akustischen Sound umzusetzen. Der Schlagzeuger Dominic Howard schlug vor, Singles und EPs für solche Zielgruppen zu veröffentlichen, die keine Alben hören und kaufen.

## Komposition
Musikalisch lässt sich Simulation Theory den Musikstilen Electronic Rock, Pop-Rock und Synthie-Pop zuordnen. Lyrisch behandelt es die Rolle von Simulation in Gesellschaften und der Simulationshypothese des schwedischen Philosophen Nick Bostrom, nach der auch Realität sehr wahrscheinlich nur eine Simulation sein könne. Der Biograph Mark Beaumont vermutete, dass der Songwriter Matt Bellamy der Idee anhänge, „dass wir alle nur Codeklumpen in Form von ungewöhnlich klumpigen Sims sind“. Im Gegensatz zu den dunkleren Motiven des Vorgängeralbums setzt Simulation Theory auf leichtere Science-Fiction-Themen. Bellamy äußerte als Kernidee des Albums „Fantasie wird real“.
Die Band wollte Elemente aus verschiedenen Epochen miteinander verbinden, wie es bereits die Sängerin Lana Del Rey macht, die Musik im Stil der 1950er Jahre mit zeitgenössischen Liedtexten kombiniert, wie das beispielhaft in ihrem Lied Video Games (2011) umgesetzt ist.
| #   | Titel             | min  | bpm | Kategorisierung |
| --- | ----------------- | ---- | --- | --- |
| 1.  | Algorithm         | 4:05 | 85  | Das Eröffnungslied Algorithm kontrastiert klassische Klaviersounds mit Synthesizern und Chiptunes aus den 1980er Jahren. |
| 2.  | The Dark Side     | 3:47 | 100 | The Dark Side ist ein melodischer, leicht balladesker Song. Muse verwenden hier sehr exakt gespielte Disco-Drum-Rhythmen, kombiniert mit einem Effektgitarren-Riff, und ebenso effektgeladenem, klagendem Gesang. |
| 3.  | Pressure          | 3:55 | 136 | Pressure ist ein Lied der Kategorie Power Pop mit kontrastierenden Hörnern und Gitarren und eine Reminiszenz an Nerd Rock. Der Song enthält mehrere wechselnde Riffs. Das Lied hat eine vom Tomtom geprägte Indie-Rhythmik und moderne Ästhetik, mitsamt eingängigem Refrain und leicht melancholischer Harmonik. |
| 4.  | Propaganda        | 3:00 | 95  | Propaganda hat einen reduzierten Rhythm-and-Blues-Rhythmus und bleibt zunächst vergleichsweise zurückhaltend, darüber vereinzelt Vocal-Samples. Im Refrain setzen etliche Snares ein, später folgen Kopfstimmen-Background-Gesänge und eine bluesige Akustikgitarren-Slide-Einlage. |
| 5.  | Break It to Me    | 3:37 | 90  | Break It To Me wirkt anfangs durch den grundtönigen Riff fast minimalisch, öffnet sich dann mit weitem, melodischem Refrain und Theremin-Melodie und endet mit Tom-Morello-Scratches und Dubsteb-Drops. |
| 6.  | Something Human   | 3:46 | 105 | Something Human ist ein Rocksong, der vom Folk-Rock inspiriert ist in der Absicht, der dunklen Atmosphäre von Drones und der Drones World Tour etwas entgegenzusetzen. Bellamy beschrieb das Lied als „zärtliches, bodenständiges, simples Lied“ (“tender, down-to-earth, simplistic song”), das den Burn-out und das Heimweh zum Ende ihrer dreimonatigen Welttournee beschreibt. |
| 7.  | Thought Contagion | 3:37 | 70  | Thought Contagion entstand Ende 2017 nach dem Umzug der Band nach Los Angeles und dem Neustart der Produktion. Die Verse handeln von Bellamys Ängsten, die ihm beim Betrachten der US-amerikanischen Nachrichten überkamen; der Chor erinnert an Bellamys Sorgen über die Einfluss, den falsch informierte oder ideologisch motivierte Menschen über ihr Publikum haben. Der Liedtitel ist inspiriert vom britischen Evolutionsbiologen Richard Dawkins, der die Verbreitung von Gedanken, „unabhängig von ihrer Genauigkeit und Wahrheit“, mit einer Viruserkrankung verglich. |
| 8.  | Get Up and Fight  | 4:04 | 135 | Laut Matt handelt der Liedtext von der Krebserkrankung seines Onkels. |
| 9.  | Blockades         | 3:50 | 127 | Blockades basiert auf einer Etüde für Klavier (Opus 25, Nr. 12) des polnischen Komponisten Frédéric Chopin aus dem Jahr 1837. |
| 10. | Dig Down          | 3:48 | 64  | Das zehnte und vorletzte Lied auf dem Album, Dig Down, war eines der ersten Produktionen und eine Reaktion auf das soziale und politische Klima nach dem EU-Mitgliedschaftsreferendum im Vereinigten Königreich 2016 und der Präsidentschaftswahl in den Vereinigten Staaten 2016 in der Hoffnung, „den Menschen Inspiration, Optimismus und Hoffnung zu geben, damit sie für ihre Überzeugungen kämpfen“. |
| 11. | The Void          | 4:44 | 68  | Das Schlusslied The Void nutzt Filmmusik-artige Streicher-Einwürfe, gefolgt von einem durchgängigen, flotten Rhythmus zu zischenden Synthie-Melodien und endet als Klavierballade mit tiefem Synthie-Bass. |

## Aufnahmen

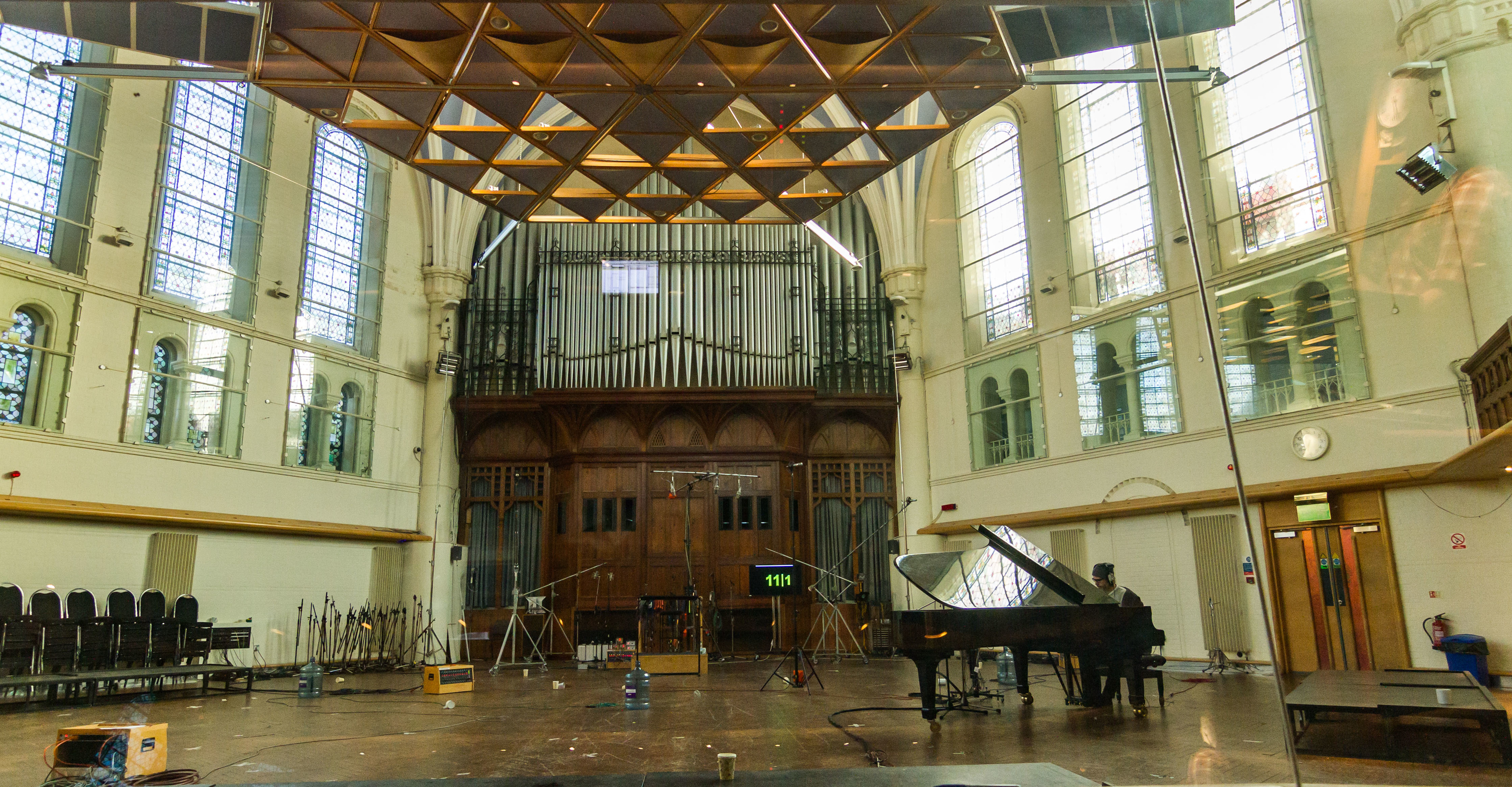
AIR Studios in London, England, wo die ersten Aufnahmen für Simulation Theory Anfang 2017 entstanden.

Muse begannen Ende 2016 nach Abschluss der Drones World Tour mit dem Komponieren und Aufnehmen ihres achten Studioalbums. Muse arbeitete zuerst in den AIR Studios in London, England, mit dem US-amerikanischen Musikproduzenten Mike Elizondo, bis die Band im Mai 2017 zusammen mit Pvris und Thirty Seconds to Mars auf Nordamerika-Tournee gingen. Drei Lieder wurden während dieser Session komponiert und aufgenommen. Eines dieser Lieder, Dig Down, wurde im Nachgang zu den Aufnahmen im Mai 2017 veröffentlicht. Nach Ende der Tournee setzte die Band die Aufnahmen in Los Angeles mit Rich Costey fort, der zuvor bereits Absolution und Black Holes and Revelations co-produziert hatte.
Anstatt das Album als Gesamtwerk zu produzieren, wie Muse es bei vorherigen Alben getan hatten, konzentrierte sie sich diesmal darauf, einen Track nach dem anderen aufzunehmen und zu mischen. Diese Vorgehensweise sollte die individuelle Qualität der Songs verbessern. Bis zur Mitte der Produktion verfolgte Muse kein spezifisches Thema für das Album.
Eines der ersten von Costey produzierten Lieder war Thought Contagion, das ursprünglich auf einer von Bellamy konzipierten Basslinie und Theremin-Melodie basiert. Die Band begann im November mit den Aufnahmen und ersetzte das Theremin durch einen zehnschichtigen Chor von Bellamy und Bassist Chris Wolstenholme. Die Verse sollten ursprünglich von einer schwereren, arena-ähnlichen Drumsequenz unterstützt werden, doch das Experimentieren mit der Programmierung führten zu einem trap-inspirierten Drumsound, der dem Drumcomputer Roland TR-808 (1981) nachempfunden ist. Das vom Folk-Rock inspirierte Lied Something Human wurde ebenfalls von Costey mitproduziert. Shellback und Timbaland wirkten ebenfalls an der Produktion der Lieder mit.

## Artwork
Das Albumcover wurden vom britischen Visual-Artist Kyle Lambert entworfen, der zuvor bereits am Artwork der Mysteryserie Stranger Things gearbeitet hatte. Zum Einsatz kam die Grafiksoftware Procreate auf einem iPad Pro, gezeichnet wurde mit einem Apple Pencil. Der Retrostil orientiert sich an der Ästhetik der 1980er Jahre und Lamberts früheren Arbeiten aus dieser Epoche.
Das Cover für die „Super Deluxe“ Version entwarf der Designer Paul Shipper, der zuvor Kinoposter für Spielfilme der Walt Disney Studios Motion Pictures wie Star Wars: Die letzten Jedi und Avengers: Infinity War erstellt hatte. Das Motiv zeigt mehrere Charaktere, darunter Mitglieder der Band, in einer stilistischen Anordnung, die früheren Arbeiten von Shipper ähneln.

## Promotion
Im April 2017 veröffentlichte Muse Filmmitschnitte von ihren ersten Studioaufnahmen auf sozialen Medien mit der Ankündigung, dass neues Material „bald erscheine“. Weitere kryptische Ankündigungen wurden in den darauffolgenden Wochen publiziert. Das erste Lied der Aufnahmesession, Dig Down, wurde am 18. Mai 2017 zusammen mit dem Musikvideo veröffentlicht. Das Lied wurde zum Eröffnungssong der Nordamerikatournee 2017.
Nach ihrer Rückkehr ins Studio kündigte Muse neben dem Lied Thought Contagion als nächste Veröffentlichung auch weitere Tracks an. Thought Contagion wurde am 15. Februar 2018 zeitgleich mit dessen Musikvideo veröffentlicht. In den Folgewochen publizierte Muse weitere Filmaufnahmen von der Albumproduktion auf sozialen Medien. Im Jahr 2018 war Muse zudem Headliner mehrerer Festivals in den Vereinigten Staaten, darunter dem Bonnaroo, BottleRock und Carolina Rebellion.
Am 20. Juli 2018 gaben Muse den Veröffentlichungstermin des Albums bekannt, zusammen mit der Leadsingle Something Human. Albumtitel, Titelliste und Cover-Art wurden am 30. August 2018 veröffentlicht. Die beiden Editionen Deluxe und Super Deluxe enthalten fünf bzw. zehn zusätzliche Lied-Versionen, die als „alternative Realitätsversionen“ beworben werden: Die UCLA Bruin Marching Band intonierten Pressure ein, ein Gospel interpretierte Dig Down neu, eine Liveversion von Thought Contagion ist dabei sowie Akustikversionen von Propaganda, Something Human und The Void. Die Single The Dark Side erschien am 30. August, gefolgt von Pressure am 27. September 2018.

## Musikvideos
Muse beabsichtigte, zu allen elf Liedern des Albums ein Musikvideo zu produzieren, die zusammenhängend eine Erzählung um „digitale Beherrschung und Fluch“ bilden. Genau wie das Album drehen sich die Musikvideos um Science-Fiction-Themen und sind inspiriert von einer 1980er Jahre Ästhetik und Effekten. Alle Videos wurden vom US-amerikanischen Regisseur Lance Drake gedreht, der durch seine Arbeiten mit der schwedischen Electrpop-Gruppe Miike Snow und dem Synthie-Pop-Musiker Twin Shadow bekannt wurde.
Das erste Video Dig Down zeigt die ehemalige Basketballerin Lauren Wasser beim Versuch, gewaltsam aus einer Hochsicherheitseinrichtung zu entkommen. Das actiongeladene Video ist eine wörtliche Interpretation der Songtexte, die auf Wassers veröffentlichten Erfahrungen mit dem toxischen Schocksyndrom basiert. Drake hatte bereits vor seiner Zusammenarbeit mit Muse beabsichtigt, ein Video mit Lauren Wasser zu drehen, und die Themen Einheit und Überleben von Dig Down inspirierten ihn zu einer Geschichte, die sich um sie dreht. Bellamy erscheint im Video auf einem analogen Fernsehgerät mit Kathodenstrahlröhre, gekleidet und stilisiert wie der 1980er Jahre Cyberpunk-Charakter Max Headroom.
Das zweite Video, Thought Contagion, bezieht sich auf das Musikvideo Thriller von Michael Jacksons aus dem Jahr 1983, mit einer Liebesgeschichte über einen Vampir-Antagonisten, die durch Choreographie und Neonbeleuchtung illustriert wird.
Muse veranstalteten ein offenes Casting für Tänzer und Statisten für das Video und favorisierten „super nervöse“ Punk-Charaktere mit „wilden Haaren“, Tattoos und Piercings.
Das dritte Video, Something Human, folgt Bellamy beim Versuch, eine VHS-Kassette an einen Videoverleih zurückzugeben, bevor er sich in einen Werwolf verwandelt, während er gleichzeitig von der Polizei verfolgt wird, die von den Bandkollegen Dominic Howard und Chris Wolstenholme dargestellt wird. Drake wollte aus einer einfachen Aufgabe, wie dem Zurückschicken eines Bandes, eine „epische Reise“ machen und gleichzeitig die Erzählung der beiden vorangegangenen Videos fortsetzen.
In Fortführung des von den 1980er Jahren inspirierten visuellen Stils spielt das Video in einer Simulation und bezieht sich unmittelbar auf die Medien der 1980er Jahre, wie Back to the Future und Teenwolf; Spielfilme, die Bellamy in seiner Kindheit mochte und an die er sich als Teil der Simulationsumgebung erinnern wollte.
Das folgende Video The Dark Side setzt am Ende von Something Human an und zeigt Bellamy, wie er durch eine simulierte dystopische Landschaft fährt, die von riesigen Robotern bevölkert wird. Das Video hat Anlehnungen zum Cyberpunk und dem Computerspiel Grand Theft Auto: Vice City. Das fünfte Musikvideo Pressure setzt die Popkulturreferenzen der 1980er Jahre fort. Muse spielt unter ihrem ursprünglichen Bandnamen als Rocket Baby Dolls auf einem Schulball („Homecoming Dance“), der der Szene Verzauberung unterm See aus dem Spielfilm Back to the Future nachempfunden ist. Der ehemalige Football-Spieler Terry Crews fungiert als Programmansager, der mit einem Ghostbuster-ähnlichen Protonenpack einen Ausbruch von gremlinähnlichen Kreaturen bekämpft. Kritiker identifizierten auch filmische Bezüge zum Spielfilm Critters – Sie sind da! (1986), die Regiearbeiten von John Hughes und der Netflix-Serie Stranger Things (seit 2016).

## Kritiken
| Professionelle Bewertungen | Professionelle Bewertungen |
| -------------------------- | -------------------------- |
| Kritiken                   |                            |
| Quelle                     | Bewertung                  |
| laut.de                    | [ 77 ]                     |
| Allmusic                   | [ 78 ]                     |
| Rolling Stone              | [ 79 ]                     |
| Musikexpress               | [ 80 ]                     |
| DIY                        | [ 81 ]                     |
| The Guardian               | [ 82 ]                     |
| Kerrang                    | [ 83 ]                     |
| NME                        | [ 84 ]                     |
| Metal Hammer               | [ 85 ]                     |

Simulation Theory erhielt gemischte Kritiken. Auf Metacritic bekam Simulation Theory eine durchschnittliche Bewertung von 63 Punkten basierend auf 19 Bewertungen, von denen sechs positiv waren. Neil Z. Yeung von Allmusic lobt die Kombination aus Elektro-Pop mit „zwingendem Stadionrock Unterbau“. Andrew Trendell von NME beschreibt das Album als ein „Tron-stilisiertes Pastiche von [Muses] eigener Adoleszenz“, und ergänzt, dass „du dich schämen wirst, jemandem zu sagen, wie sehr du es liebst“.
In der britischen Tageszeitung The Guardian schrieb Michael Hann, die „weniger poppigen Momente sind die aufregendsten“, bezieht sich dabei auf die Arpeggios und Powerchords von Blockades und die Synthie-Basslinien von Algorithm. Christopher R. Weingarten vom Musikmagazin Rolling Stone findet, dass die Mischung aus Liedtexten über Beziehungen und Politik in einer verwirrenden Botschaft resultiert.
Yeung bewertet Simulation Theory als das „unkomplizierteste oder am wenigsten konzeptionelle Album [von Muse] in über einer Dekade“ und ist der Ansicht, dass die „orchestralen und dubstep-Windungen früherer 2010er Produktionen fehle“. Für den britischen DIY-Autor Will Richards ist das Album die Fortsetzung der „Absurditäten“ von Drones: „Wenn ein Muse-Album nicht dazu bestimmt ist, dich zum Lachen, Keuchen und Stutzen in seiner Lächerlichkeit zu bringen, dann wollen wir es nicht hören.“ Nach Meinung von Frank Thießies von der Musikzeitschrift Metal Hammer sei es „unterhaltsam bis beeindruckend“, wie „sämtliche Achtziger-Essenz-Module zu einem überlebensgroßen, retrofuturistischen Sega Mega Drive des Synth-Rock transformieren“.

„[Bellamys Gedanken] sind wenig aufschlussreich, das Niveau hält so gerade den Informationsgrad eines Frontal21-Features zu diesem Thema. Was aber okay geht, ist die Musik. Statt größenwahnsinnig drauflos zu rocken, haben Muse einen Sound entwickelt, der wie die CD-Beilage zum nerdigen P.M. Magazin klingt. Das ist Musik für Leute, die Rockkonzerte wegen der Anwesenheit anderer Menschen meiden.“

„Utopie statt Dystopie: Auf ihrem neuen Album tauschen Muse die grimmig-totalitären Szenarien der letzten Werke gegen 80er-Jahre-Soundtrack-Ästhetik und fast spielerische Stilvielfalt ein. Es werde Neonlicht.“

„Vieles, was auf Simulation Theory gesungen wird, [klingt] nach einem alten Mann, der Angst vor dem Wandel hat, und mitunter übertrieben bedeutungsschwanger, weil Bellamy es in seinem typischen Falsett vorträgt und dann auch noch mit sich selbst Chöre singt. […] Das Ergebnis auf dem neuen Album ist immer noch Arena-Rock, der sich für jeden Headliner-Spot anbietet. Er zeichnet sich aber durch die 80er-Synthesizer-Ästhetik und einzelne gelungene Gesangsmomente aus.“

Die Mittelbayerische Zeitung bewertet das Album als „akzeptabel“.

## Titelliste
1. Algorithm – 4:05 min – 85 Beats per minute (bpm)
2. The Dark Side – 3:47 – 100 bpm
3. Pressure – 3:55 – 136 bpm
4. Propaganda – 3:00 – 95 bpm
5. Break It to Me – 3:37 – 90 bpm
6. Something Human – 3:46 – 105 bpm
7. Thought Contagion – 3:26 – 70 bpm
8. Get Up and Fight – 4:04 – 135 bpm
9. Blockades – 3:50 – 127 bpm
10. Dig Down – 3:48 – 64 bpm
11. The Void – 4:44 – 68 bpm

## Kommerzieller Erfolg

### Chartplatzierungen
| ChartsChartplatzierungen       | Höchstplatzierung | Wochen |
| ------------------------------ | ----------------- | ------ |
| Deutschland (GfK)              | 4 (6 Wo.)         | 6      |
| Österreich (Ö3)                | 3 (6 Wo.)         | 6      |
| Schweiz (IFPI)                 | 1 (19 Wo.)        | 19     |
| Vereinigte Staaten (Billboard) | 12 (6 Wo.)        | 6      |
| Vereinigtes Königreich (OCC)   | 1 (10 Wo.)        | 10     |

| ChartsJahrescharts (2018)    | Platzierung |
| ---------------------------- | ----------- |
| Schweiz (IFPI)               | 16          |
| Vereinigtes Königreich (OCC) | 77          |

### Auszeichnungen für Musikverkäufe
| Land/Region                  | Auszeichnungen für Musikverkäufe (Land/Region, Auszeichnung, Verkäufe) | Verkäufe |
| ---------------------------- | ---------------------------------------------------------------------- | -------- |
| Frankreich (SNEP)            | Platin                                                                 | 100.000  |
| Italien (FIMI)               | Gold                                                                   | 25.000   |
| Kanada (MC)                  | Gold                                                                   | 40.000   |
| Polen (ZPAV)                 | Gold                                                                   | 10.000   |
| Vereinigtes Königreich (BPI) | Gold                                                                   | 100.000  |
| Insgesamt                    | 4× Gold · 1× Platin ·                                                  | 275.000  |

Hauptartikel: Muse (Band)/Auszeichnungen für Musikverkäufe